# TT322
La tomba di Penshenabu, identificata con la sigla TT322 (Theban Tomb 322) è una delle Tombe dei Nobili ubicate nell'area della cosiddetta Necropoli Tebana, sulla sponda occidentale del Nilo dinanzi alla città di Luxor, in Egitto. Destinata a sepolture di nobili e funzionari connessi alle case regnanti, specie del Nuovo Regno, l'area venne sfruttata, come necropoli, fin dall'Antico Regno e, successivamente, sino al periodo Saitico (con la XXVI dinastia) e Tolemaico.

## Titolare
TT322 era la tomba di:
| Titolare   | Titolo                       | Necropoli      | Dinastia/Periodo | Note |
| ---------- | ---------------------------- | -------------- | ---------------- | ---- |
| Penshenabu | Servo nel Luogo della Verità | Deir el-Medina | XIX-XX dinastia  |      |

### Biografia
Unica notizia biografica ricavabile: il nome della moglie, Tentnubt

## Descrizione
TT322 presenta una cappella funeraria e un appartamento sotterraneo, il cui pozzo di accesso si apre nei pressi della cappella. Sulle pareti della cappella funeraria: frammenti di architrave (1 in planimetria) con la barca di Ra; sulle pareti scene varie (2-3-4) con la coppia presentata da Anubi a Osiride. Nella nicchia di fondo (6) statua del defunto inginocchiato (Museo Egizio di Torino, cat. 3032). Sul soffitto i nomi del defunto e della moglie.

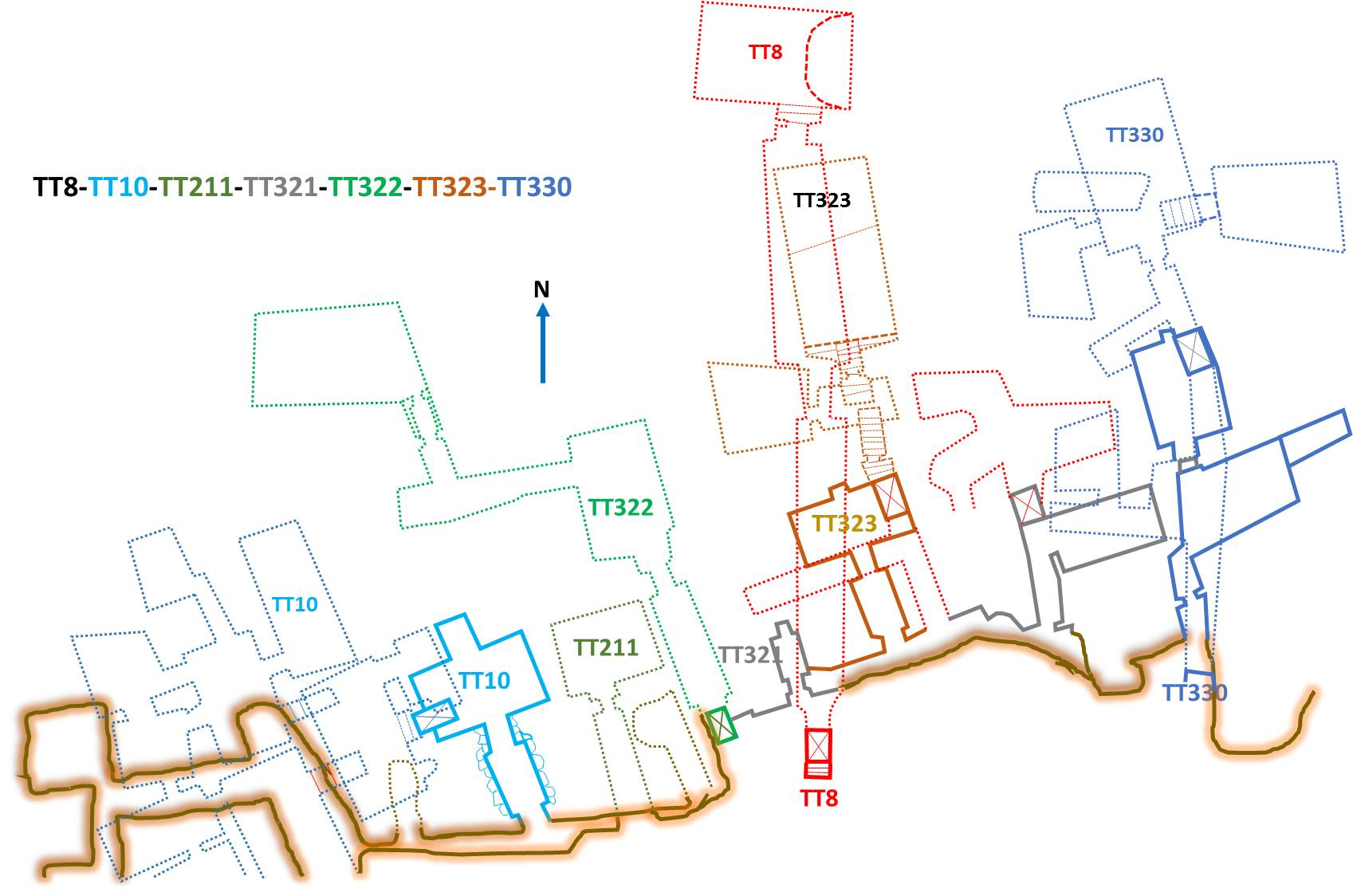
Planimetria schematica della concentrazione e sovrapposizione delle tombe TT8-10-211-321-322-323-330
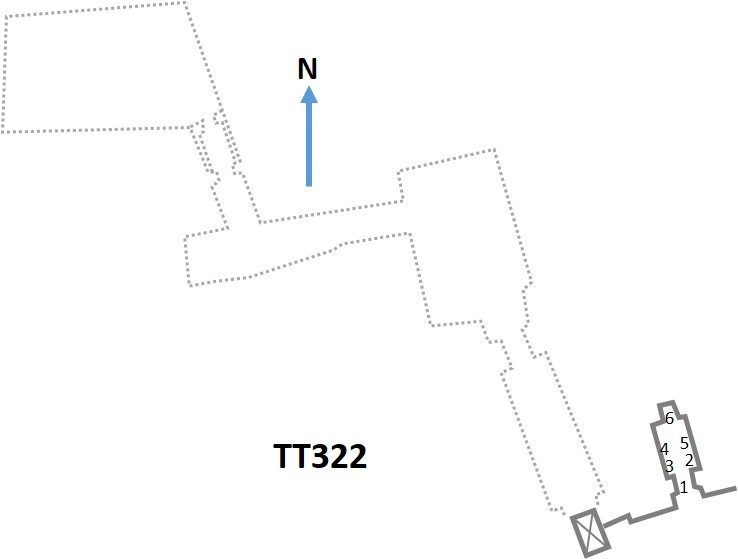
Pianta del pozzo di accesso e dell'appartamento sotterraneo di TT322
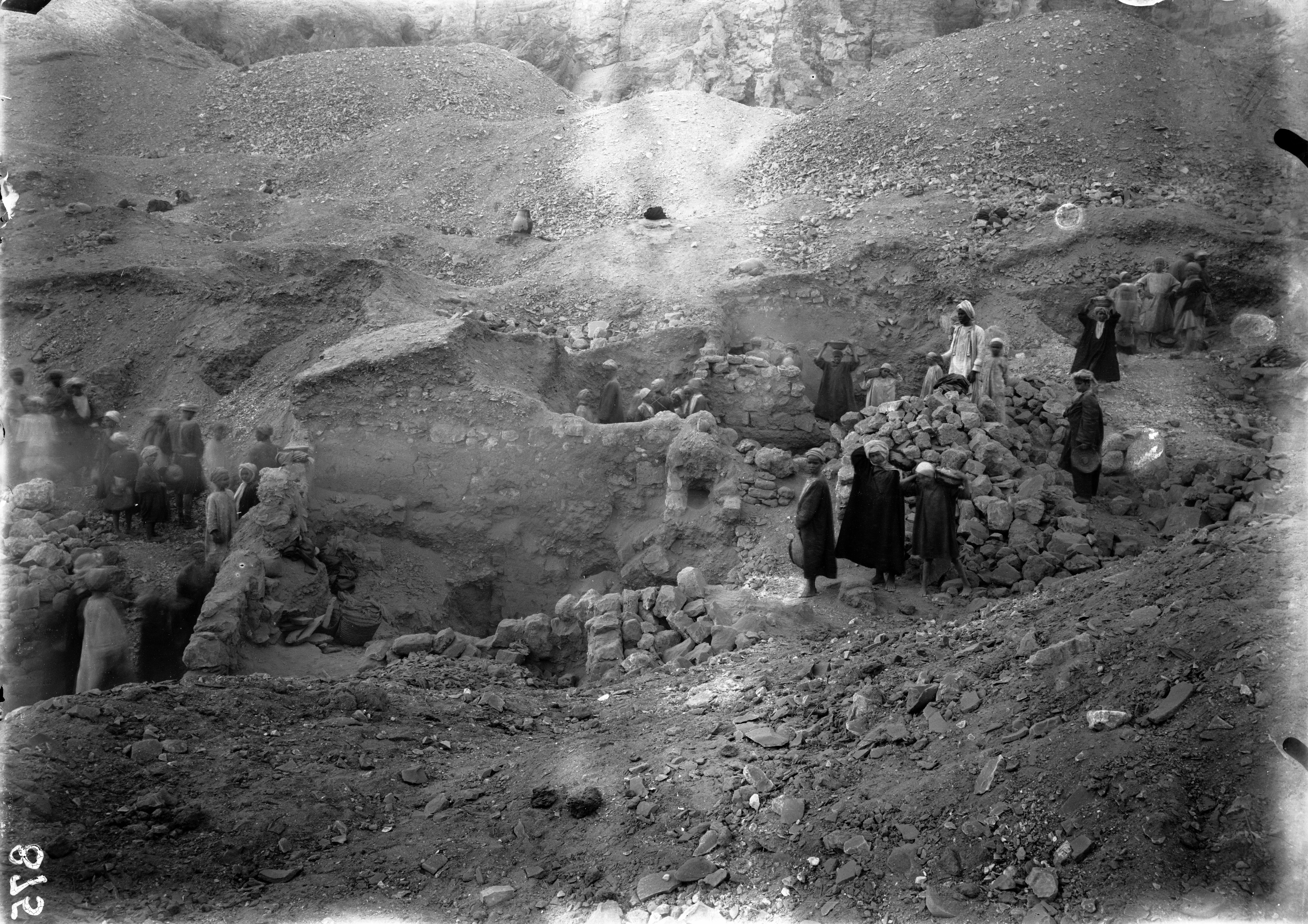
Scavi nell'area settentrionale della necropoli dove verrà scoperta la cappella e la Tomba di Kha e Merit TT8. Sullo sfondo, in alto, l'ingresso della tomba TT322. Scavi Schiaparelli, 1906. Archivio Fotografico Museo Egizio, Torino.
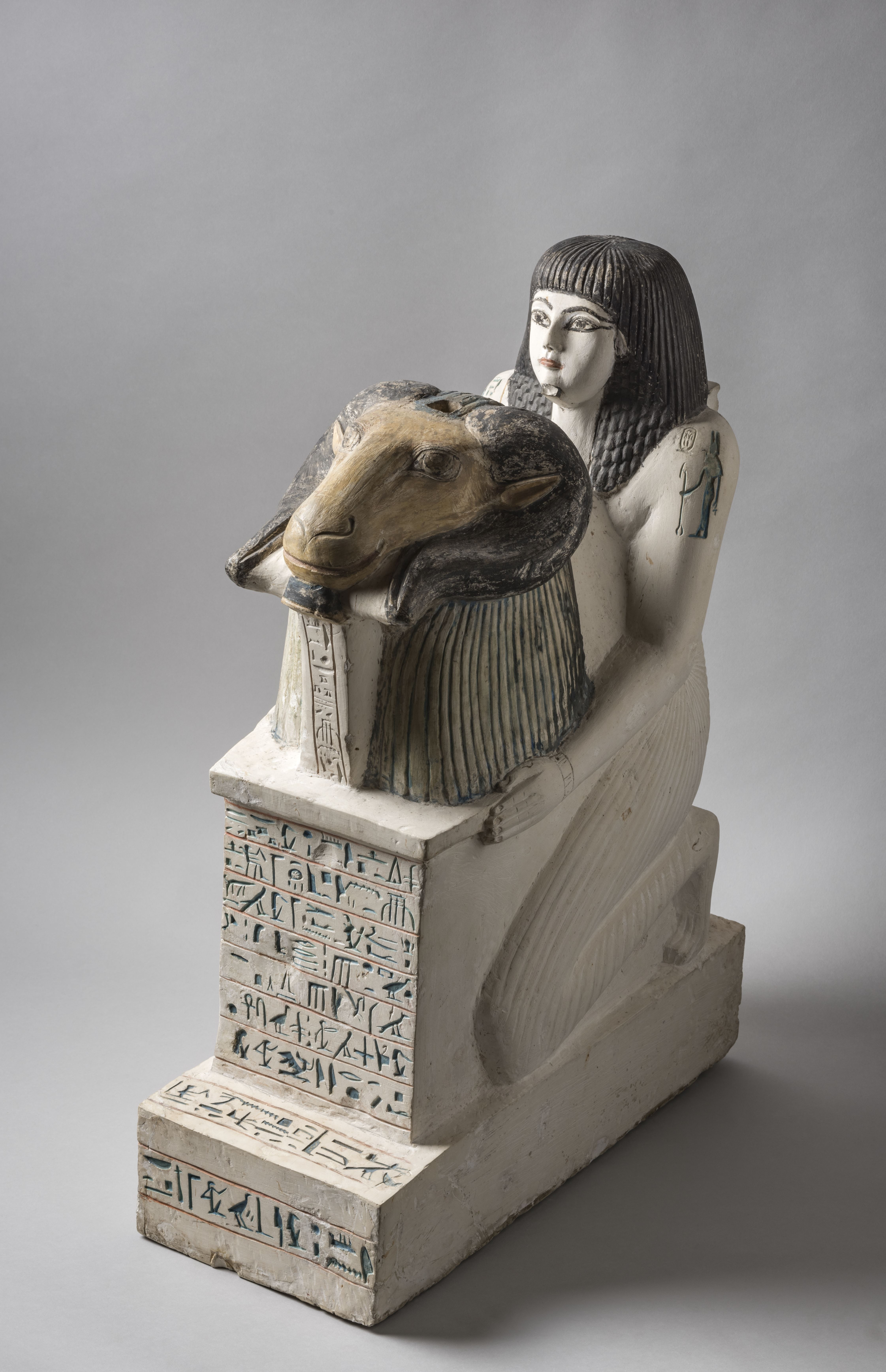
Statua di Penmerenab che offre un naos sormontato da una testa di ariete. Tra il 1292 e il 1190 a.C., Nuovo Regno. Museo Egizio, Torino (Cat. 3032).

### Annotazioni
1. ↑  La numerazione dei locali e delle pareti segue quella di Porter e Moss 1927, p. 382.
2. ↑  La prima numerazione delle tombe, dalla numero 1 alla 252, risale al 1913 con l'edizione del "Topographical Catalogue of the Private Tombs of Thebes" di Alan Gardiner e Arthur Weigall. Le tombe erano numerate in ordine di scoperta e non geografico; ugualmente in ordine cronologico di scoperta sono le tombe dalla 253 in poi.
3. ↑  I campi della Duat, ovvero l'aldilà egizio, si trovavano, secondo le credenze, proprio sulla riva occidentale del grande fiume.
4. ↑  Nella sua epoca di utilizzo, l'area era nota come "Quella di fronte al suo Signore" (con riferimento alla riva orientale, dove si trovavano le strutture dei Palazzi di residenza dei re e i templi dei principali dei) o, più semplicemente, "Occidente di Tebe".
5. ↑  le Tombe dei Nobili, benché raggruppate in un'unica area, sono di fatto distribuite su più necropoli distinte.
6. ↑  Le note, sovente di inquadramento topografico della tomba, sono tratte, fino alla TT252, dal "Topographical Catalogue" di Gardiner e Weigall, ed. 1913 e fanno perciò riferimento alla situazione dell'epoca.

### Fonti
1. ↑  Gardiner e Weigall 1913.
2. ↑  Donadoni 1999,  p. 115.
3. ↑  Porter e Moss 1927, p. 391.
4. ↑  Porter e Moss 1927, p. 393.
5. ↑  Bruyere 1925, tavola II, pp. 72-73.
6. ↑  Porter e Moss 1927,  pp. 393-394.